# حزب کمونیست مقدونیه (۱۹۹۲)
حزب کمونیست مقدونیه (مقدونی: Комунистичката партија на Македонија)، که همچنین به عنوان لیگ کمونیست‌های مقدونیه و جنبش آزادی شناحته می‌شود، یک حزب سیاسی با ایدئولوژی کمونیسم در مقدونیه شمالی است. این حزب به دلیل عضویت کم در سال ۲۰۰۷ امکان عضویت را غیرفعال کرد؛ اما همچنان فعال است و در نشست بین‌المللی احزاب کمونیست و کارگران شرکت می‌کند. در سال ۲۰۱۵، این حزب که یکی از سه سازنده اصلی بود، همراه با جنبش عدالت اجتماعی «لنکا» و جنبش چپ «همبستگی» ادغام شد؛ و حزب سیاسی جدید لوویکا را تأسیس شد. لوویکا در انتخابات پارلمانی ۲۰۲۰ مقدونیه شمالی ۲ کرسی به دست آورد.